# Gentiana × billingtonii
Gentiana × billingtonii là một loài thực vật có hoa trong họ Long đởm có nguồn gốc lai ghép. Loài này được Oliver Atkins Farwell mô tả khoa học đầu tiên năm 1921 (in năm 1923) và cho rằng nó có nguồn gốc lai ghép. Năm 1964, James S. Pringle đưa ra mô tả chi tiết cho loài này và xác định nguồn gốc lai ghép của nó.
Loài này là sản phẩm lai ghép của Gentiana andrewsii và Gentiana puberula. Phân bố tại miền đông Canada (Ontario) và miền đông Hoa Kỳ (Iowa, Minnesota, Ohio, Wisconsin).